# Kanał Niegociński
Kanał Niegociński – jeden z kanałów mazurskich łączący Niegocin z jeziorem Tajty. Ma długość 1200 metrów, przechodzi pod mostem kolejowym odcinka linii kolejowej z Wilkas do Giżycka, a dalej pod mostem drogowym łączącym te same miejscowości. Po zachodniej stronie kanału leżą Wilkasy, a po wschodniej Giżycko. Kanał ten służy mniejszym jednostkom pływającym. Statki pasażerskie Żeglugi Mazurskiej korzystają z Kanału Łuczańskiego.
Zgodnie z Rozporządzeniem Rady Ministrów z 2002 r. ws. klasyfikacji śródlądowych dróg wodnych, kanał ma klasę żeglowną Ia.      